# Le Mesnil-Bacley
Le Mesnil-Bacley (Ausspracheⓘ) ist eine ehemalige französische Gemeinde mit 210 Einwohnern (Stand: 1. Januar 2013) im Département Calvados in der Region Normandie.
Am 1. Januar 2016 wurde Le Mesnil-Bacley im Zuge einer Gebietsreform zusammen mit 21 benachbarten Gemeinden als Ortsteil in die neue Gemeinde Livarot-Pays-d’Auge eingegliedert.

## Geografie
Le Mesnil-Bacley liegt im Pays d’Auge. Rund 19 Kilometer nordnordöstlich des Ortes befindet sich Lisieux. Das südwestlich gelegene Falaise ist gut 29 Kilometer entfernt. Die Ostgrenze Le Mesnil-Bacleys bildet die Vie.

## Bevölkerungsentwicklung
| Jahr                             | 1793 | 1836 | 1876 | 1926 | 1946 | 1975 | 1990 | 2013 |
| Einwohner                        | 252  | 237  | 241  | 270  | 240  | 229  | 220  | 210  |
| Quelle: Cassini, EHESS und INSEE |      |      |      |      |      |      |      |      |

## Sehenswürdigkeiten
- Kirche Saint-Pierre aus dem 13. Jahrhundert
- Kapelle Notre-Dame
- Herrenhaus
- drei Käsereien aus dem 19./20. Jahrhundert, Monument historique[3][4][5]